# Anchiale grayi
Anchiale grayi är en insektsart som först beskrevs av Xavier Montrouzier 1855.  Anchiale grayi ingår i släktet Anchiale och familjen Phasmatidae. Inga underarter finns listade i Catalogue of Life.